# Listă de genuri de plante de grădină
Aceasta este o listă parțială de genuri de plante de gradină (plante care pot fi cultivate în grădină) prezentate în ordine alfabetică.

## A
Cuprins: Început - 0–9 A B C D E F G H I J K L M N O P Q R S T U V W X Y Z

- Abelia
- Abeliophyllum
- Abelmoschus
- Abies (brad)
- Abroma
- Abromeitiella
- Abronia
- Abrus
- Abutilon
- Acacia
- Acaena
- Acalypha
- Acantholimon
- Acanthophoenix
- Acanthus
- Acca (feijoa)
- Acer (arțar)
- Achillea (coada șoricelului)
- Achimenantha (gen hibrid)
- Achimenes
- Acinos (calamint)
- Aciphylla
- Acmena
- Acoelorraphe (vezi palmier)
- Acokanthera
- Aconitum
- Acorus
- Acradenia
- Acrocomia
- Actaea
- Actinidia (kiwi)
- Ada
- Adansonia
- Adenandra
- Adenanthos
- Adenia
- Adenium
- Adenocarpus
- Adenophora
- Adenostoma
- Adiantum (o ferigă)
- Adlumia
- Adonis
- Adromischus
- Aechmea
- Aegopodium
- Aeonium
- Aerangis (un gen de orhidee)
- Aerides (un gen de orhidee)
- Aeschynanthus
- Aesculus
- Aethionema
- Afgekia
- Agapanthus
- Agapetes
- Agastache
- Agathis
- Agathosma
- Agave
- Ageratum
- Aglaia
- Aglaomorpha
- Aglaonema
- Agonis
- Agrimonia
- Agrostemma
- Agrostis
- Aichryson
- Ailanthus
- Aiphanes
- Aira
- Ajania
- Ajuga
- Akebia
- Alangium
- Alberta
- Albizia
- Albuca
- Alcea (nalbă)
- Alchemilla
- Aldrovanda
- Aleurites
- Aliceara (gen hibrid)
- Alisma (patlagina de apă)
- Alkanna
- Allagoptera
- Allamanda
- Allium (ceapă)
- Allocasuarina
- Allosyncarpia
- Alloxylon
- Alluaudia
- Alnus (anin)
- Alocasia
- Aloe
- Aloinopsis
- Alonsoa
- Alopecurus (iarbă)
- Aloysia
- Alphitonia
- Alpinia (crin ghimbir)
- Alsobia
- Alstonia
- Alstroemeria
- Alternanthera
- Althaea
- Alyogyne
- Alyssum
- Alyxia
- Amaranthus
- Amarcrinum (gen hibrid)
- Amarygia (gen hibrid)
- Amaryllis
- Amberboa
- Amelanchier
- Amesiella
- Amherstia
- Amicia
- Ammi
- Ammobium
- Amorpha
- Amorphophallus
- Ampelopsis
- Amsonia
- Anacampseros
- Anacardium
- Anacyclus
- Anagallis
- Ananas
- Anaphalis
- Anchusa
- Andersonia
- Andira
- Androlepis
- Andromeda
- Andropogon
- Androsace
- Anemia
- Anemone
- Anemonella
- Anemonopsis
- Anemopaegma
- Anethum (mărar)
- Angelica
- Angelonia
- Angiopteris
- Angophora
- Angraecum (un gen de orhidee)
- Anguloa (un gen de orhidee)

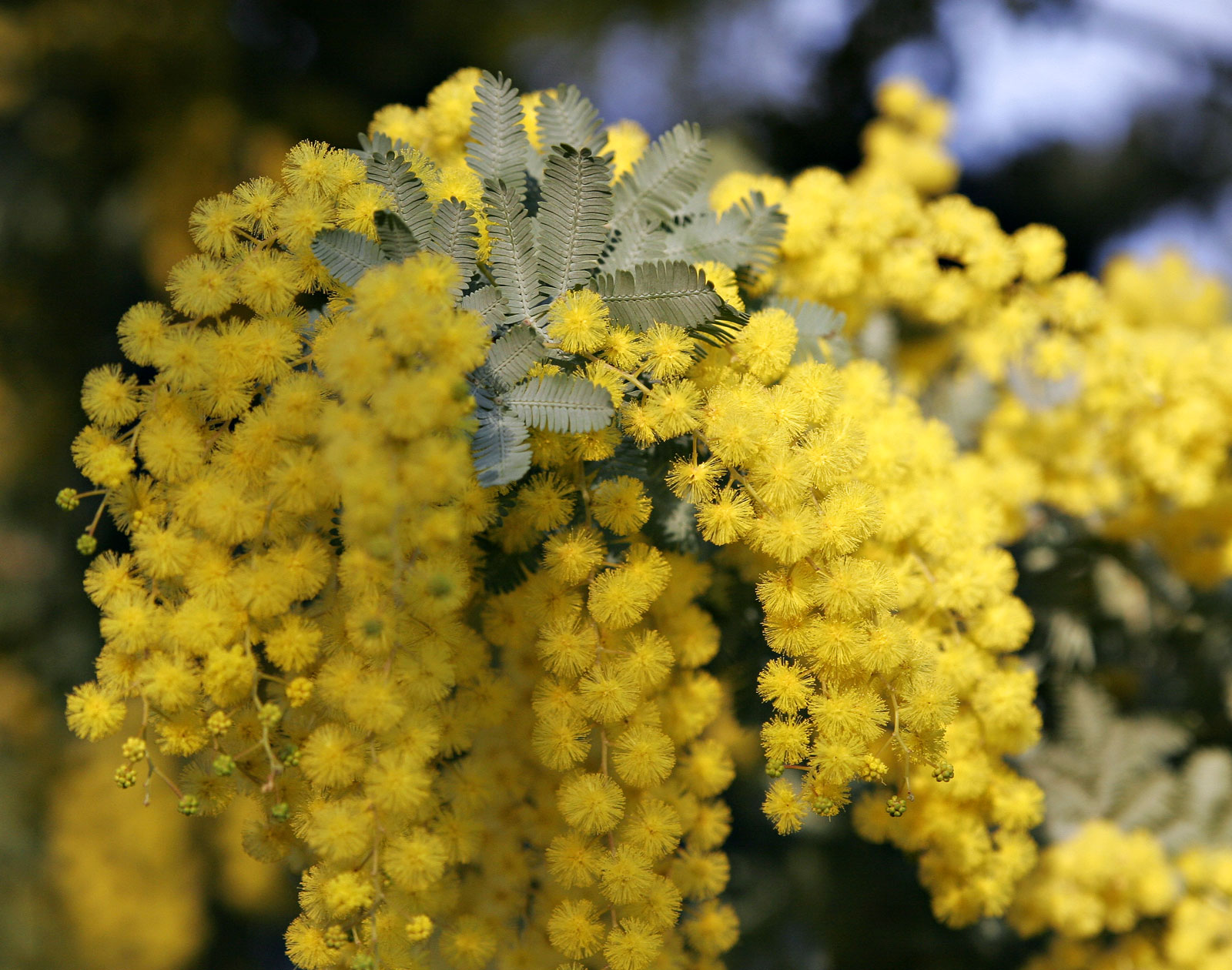
Acacia baileyana

- Angulocaste (un gen de orhidee hibrid)
- Anigozanthos
- Anisacanthus
- Anisodontea
- Annona
- Anoda
- Anomatheca
- Anopterus
- Anredera
- Antennaria
- Anthemis
- Anthericum
- Anthocleista
- Anthotroche
- Anthriscus
- Anthurium
- Anthyllis
- Antidesma
- Antigonon
- Antirrhinum (gura-leului)
- Apera
- Aphelandra
- Aphyllanthes
- Apium
- Apocynum
- Aponogeton
- Apophyllum
- Apodytes
- Aponogeton
- Aporocactus
- Aporoheliocereus (gen hibrid)
- Aprevalia
- Aptenia
- Aquilegia (Căldărușă)
- Arabis
- Arachis
- Arachniodes
- Arachnis
- Araeococcus
- Araiostegia
- Aralia
- Araucaria
- Araujia
- Arbutus
- Archidendron
- Archontophoenix
- Arctium
- Arctostaphylos
- Arctotheca
- Arctotis
- Ardisia
- Areca
- Arenaria
- Arenga
- Argemone
- Argyranthemum
- Argyreia
- Argyroderma
- Ariocarpus
- Arisaema
- Arisarum
- Aristea
- Aristolochia
- Aristotelia
- Armeria
- Armoracia
- Arnebia
- Arnica
- Aronia
- Arrabidaea
- Arrhenatherum
- Artanema
- Artabotrys
- Artemisia (Pelin)
- Arthrocereus
- Arthropodium
- Artocarpus
- Arum
- Aruncus
- Arundina
- Arundinaria
- Arundo
- Asarina
- Asarum
- Asclepias
- Ascocenda  (un gen hibrid de orhidee)
- Ascocentrum
- Asimina
- Asparagus
- Asperula
- Asphodeline
- Asphodelus
- Aspidistra
- Asplenium
- Astelia
- Aster
- Asteranthera
- Astilbe
- Astilboides
- Astragalus
- Astrantia
- Astrophytum
- Asystasia
- Atalaya
- Athamanta
- Atherosperma
- Athrotaxis
- Athyrium
- Atriplex
- Attalea
- Aubrieta
- Aucuba
- Aulax
- Auranticarpa
- Aurinia
- Austrocedrus
- Austrocylindropuntia
- Austrostipa
- Averrhoa
- Avicennia
- Azadirachta
- Azalea
- Azara
- Azolla (Ferigi acvatice)
- Azorella
- Azorina
- Aztekium
- Azetura

## B
Cuprins: Început - 0–9 A B C D E F G H I J K L M N O P Q R S T U V W X Y Z

- Babiana
- Baccharis
- Backhousia
- Bacopa
- Bactris
- Baeckea
- Baikiaea
- Baileya
- Ballota
- Balsamorhiza
- Bambusa (bambus)
- Banksia
- Baptisia
- Barbarea (creson de iarnă)
- Barkeria (un gen de orhidee)
- Barleria
- Barklya
- Barnadesia
- Barringtonia
- Bartlettina
- Basselinia
- Bassia
- Bauera
- Bauhinia
- Baumea
- Beallara
- Beaucarnea
- Beaufortia
- Beaumontia
- Beccariella
- Bedfordia
- Begonia
- Belamcanda
- Bellevalia
- Bellis (margaretă)
- Bellium
- Berberidopsis
- Berberis (agrișă)
- Berchemia
- Bergenia
- Bergerocactus
- Berkheya
- Berlandiera
- Berrya
- Bertolonia
- Berzelia
- Beschorneria
- Bessera
- Beta (sfeclă)
- Betula (mesteacăn)
- Biarum
- Bidens
- Bignonia
- Bikkia
- Billardiera
- Billbergia
- Bischofia
- Bismarckia
- Bixa
- Blandfordia
- Blechnum (o ferigă)
- Bletilla (un gen de orhidee)
- Blighia
- Bloomeria
- Blossfeldia
- Bocconia
- Boenninghausenia
- Bolax
- Bolbitis
- Bollea (un gen de orhidee)
- Boltonia
- Bolusanthus
- Bomarea
- Bombax
- Bongardia
- Boophone
- Borago
- Borassodendron
- Borassus
- Boronia
- Bosea
- Bossiaea
- Bothriochloa
- Bougainvillea
- Bouteloua
- Bouvardia
- Bowenia
- Bowiea
- Bowkeria
- Boykinia
- Brabejum
- Brachychiton
- Brachyglottis
- Brachylaena
- Brachypodium
- Brachyscome
- Brachysema
- Brachystelma
- Bracteantha
- Brahea (un palmier)
- Brassavola (un gen de orhidee)
- Brassaia
- Brassia (un gen de orhidee)
- Brassica (muștar, varză)

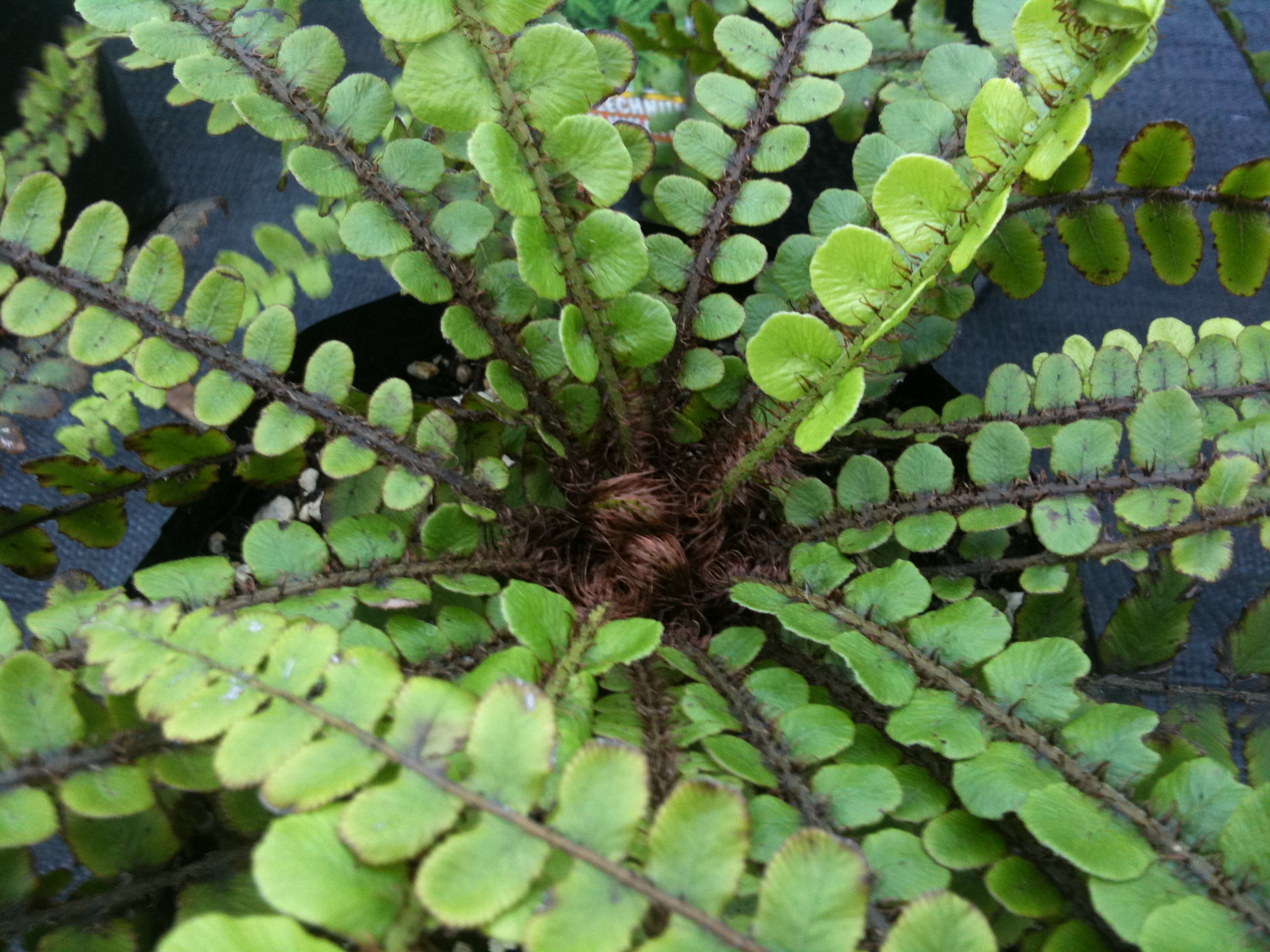
Feriga Blechnum fluviatile

- Brassidium (gen hibrid de orhidee)
- Brassocattleya ((gen hibrid de orhidee)
- Brassolaeliocattleya (gen trigeneric hibrid de orhidee)
- Breynia
- Briggsia
- Brillantaisia
- Brimeura
- Briza
- Brodiaea
- Bromelia
- Broughtonia
- Broussonetia
- Browallia
- Brownea
- Browningia
- Bruckenthalia
- Brugmansia
- Brunfelsia
- Brunia
- Brunnera
- Brunsvigia
- Brya
- Buchloe
- Buckinghamia
- Buddleja
- Buglossoides
- Bulbine
- Bulbinella
- Bulbocodium
- Bulbophyllum (un gen de orhidee)
- Bulnesia
- Bunchosia
- Buphthalmum
- Bupleurum
- Burchardia
- Burchellia
- Burrageara
- Burretiokentia
- Bursaria
- Bursera
- Burtonia
- Butea
- Butia
- Butomus
- Buxus (cimișir)
- Byrsonima
- Bystropogon

## C
Cuprins: Început - 0–9 A B C D E F G H I J K L M N O P Q R S T U V W X Y Z

- Cabomba
- Cadia
- Caesalpinia
- Caladium
- Calamagrostis
- Calamintha (calamint)
- Calamus
- Calandrinia
- Calanthe
- Calathea
- Calceolaria
- Calendula
- Calibanus
- Calibrachoa
- Calla
- Calliandra
- Callianthemum
- Callicarpa
- Callicoma
- Callirhoe
- Callisia
- Callistemon
- Callistephus
- Callitriche
- Callitris
- Calluna
- Calocedrus (un cedru de tămâie)
- Calochone
- Calochortus
- Calodendrum (cape chestnut)
- Calomeria
- Calophaca
- Calophyllum
- Calopyxis
- Caloscordum
- Calothamnus
- Calotropis
- Calpurnia
- Caltha
- Calycanthus
- Calymmanthium
- Calypso (un gen de orhidee)
- Calytrix
- Camassia
- Camellia
- Camoensia
- Campanula
- Campsis
- Campylotropsis (Vezi Lespedeza)
- Cananga
- Canarina
- Canistrum
- Canna
- Cantua
- Capparis
- Capsicum
- Caragana
- Caralluma
- Cardamine
- Cardiocrinum
- Cardiospermum
- Cardwellia
- Carex (rogoz)
- Carissa
- Carlina
- Carludovica
- Carmichaelia
- Carnegiea
- Carpentaria
- Carpenteria
- Carphalea
- Carpinus (carpen)
- Carpobrotus
- Carthamus (șofrănel)
- Carum (chimen)
- Carya (hicori, pecan)
- Caryopteris
- Caryota
- Cassia
- Cassinia
- Cassiope
- Cassipourea
- Castanea (castan)
- Castanopsis
- Castanospermum (fasole neagră)
- Casuarina (sheoke)
- Catalpa (fasole  indiană)
- Catananche
- Catasetum (un gen de orhidee)
- Catha

Flori de Calceolaria bilatata

- Catharanthus (brebenoc de Madagascar)
- Catopsis
- Cattleya (un gen de orhidee)
- Caulophyllum
- Cautleya
- Cavendishia
- Ceanothus (lilac California)
- Cedrela
- Cedronella
- Cedrus (cedar)
- Ceiba (kapok)
- Celastrus
- Celmisia (margaretă din Noua Zeelandă)
- Celosia (creasta-cocoșului)
- Celtis
- Centaurea
- Centaurium
- Centradenia
- Centranthus
- Cephalaria
- Cephalocereus
- Cephalophyllum
- Cephalotaxus
- Ceraria
- Cerastium
- Ceratonia
- Ceratopetalum
- Ceratophyllum
- Ceratopteris
- Ceratostigma
- Ceratozamia
- Cerbera
- Cercidiphyllum
- Cercis
- Cercocarpus
- Cereus
- Ceropegia
- Cestrum
- Chadsia
- Chaenomeles
- Chaenorhinum
- Chaerophyllum
- Chamaecyparis
- Chamaecytisus
- Chamaedaphne
- Chamaedorea
- Chamaelirium
- Chamaemelum (mușețel)
- Chamaerops
- Chamelaucium (floare-de-ceară)
- Chasmanthe
- Chasmanthium
- Cheilanthes
- Cheiridopsis
- Chelidonium
- Chelone
- Chiastophyllum
- Chiliotrichum
- Chilopsis (salcie-de-deșert)
- Chimaphila
- Chimonanthus
- Chimonobambusa
- Chionanthus
- Chionochloa
- Chionodoxa
- Chionoscilla (hibrid)
- Chirita
- Chlidanthus
- Choisya
- Chonemorpha
- Choricarpia
- Chorisia
- Chorizema
- Chrysalidocarpus
- Chrysanthemoides
- Chrysanthemum
- Chrysobalanus
- Chrysogonum
- Chrysolepis
- Chrysolepis
- Chrysophyllum
- Chrysothemis
- Chusquea
- Cibotium
- Cicerbita
- Cichorium (Cicoare)
- Cimicifuga
- Cinnamomum
- Cionura
- Cirsium
- Cissus
- Cistus
- Citharexylum
- Citrofortunella (hibrid)
- Citrus lămâie)
- Cladanthus
- Cladrastis
- Clarkia
- Claytonia
- Cleistocactus
- Clematis
- Cleome
- Clerodendrum
- Clethra
- Cleyera
- Clianthus
- Clintonia
- Clitoria
- Clivia
- Clusia
- Clytostoma
- Cobaea
- Coccoloba
- Coccothrinax
- Cocculus
- Cochlioda
- Cochlospermum
- Cocos (ucă de cocos)
- Codiaeum (croton)
- Codonanthe
- Codonopsis
- Coelia
- Coelogyne (un gen de orhidee)
- Coffea (coffee tree)
- Coix
- Colchicum șofran-de-luncă
- Coleonema
- Colletia
- Collinsia
- Collomia
- Colocasia
- Colquhounia
- Columnea
- Colutea
- Coluteocarpus
- Colvillea
- Combretum
- Comesperma
- Commelina
- Commersonia
- Commidendrum
- Commiphora
- Comptonella
- Comptonia
- Conandron
- Congea
- Conicosia
- Coniogramme
- Conoclinium
- Conophytum
- Conospermum
- Conostylis
- Conradina
- Consolida
- Convallaria
- Convolvulus (volbură)
- Copernicia
- Copiapoa sinonim Pilocopiapoa
- Coprosma
- Coptis
- Cordia
- Cordyline
- Coreopsis
- Coriandrum (coriandru)
- Coriaria
- Cornus
- Corokia
- Coronilla
- Correa
- Corryocactus
- Cortaderia
- Cortusa
- Corybas
- Corydalis
- Corylopsis
- Corylus (alun, alun)
- Corymbia
- Corynocarpus
- Corypha
- Coryphantha
- Cosmos
- Costus
- Cotinus
- Cotoneaster
- Cotula
- Cotyledon
- Couroupita
- Crambe
- Craspedia
- Crassula
- Crataegomespilus (hibrid)
- Crataegus (păducel)
- Crataemespilus (hibrid)
- Crepis
- Crescentia
- Crinodendron
- Crinum
- Crocosmia
- Crocus
- Crossandra
- Crotalaria
- Croton
- Crowea
- Cryptanthus
- Cryptbergia (hibrid)
- Cryptocarya
- Cryptocoryne
- Cryptomeria
- Cryptostegia
- Cryptotaenia
- Ctenanthe
- Cucumis
- Cucurbita
- Cuminum
- Cunila
- Cunninghamia (brad-din-China)
- Cunonia
- Cupaniopsis
- Cuphea
- Cupressus (chiparos)
- Cuprocyparis (hibrid)
- Curcuma
- Cussonia
- Cyananthus
- Cyanotis
- Cyathea
- Cyathodes
- Cybistax
- Cycas
- Cyclamen
- Cycnoches
- Cydista(lozie)
- Cydonia (gutui)
- Cylindropuntia
- Cymbalaria
- Cymbidium (un gen de orhidee)
- Cymbopogon
- Cynara
- Cynodon
- Cynoglossum
- Cypella
- Cyperus
- Cyphomandra
- Cyphostemma
- Cypripedium (un gen de orhidee)
- Cyrilla
- Cyrtanthus
- Cyrtomium
- Cyrtostachys
- Cystopteris
- Cytisus

## D
Cuprins: Început - 0–9 A B C D E F G H I J K L M N O P Q R S T U V W X Y Z

- Daboecia
- Dacrydium
- Dactylis
- Dactylorhiza
- Dahlia
- Dalea
- Dalechampia
- Damasonium
- Dampiera
- Danae
- Daphne
- Daphniphyllum
- Darlingia
- Darmera sinonim Peltiphyllum
- Darwinia
- Dasylirion
- Datura
- Davallia
- Davidia
- Daviesia
- Decaisnea

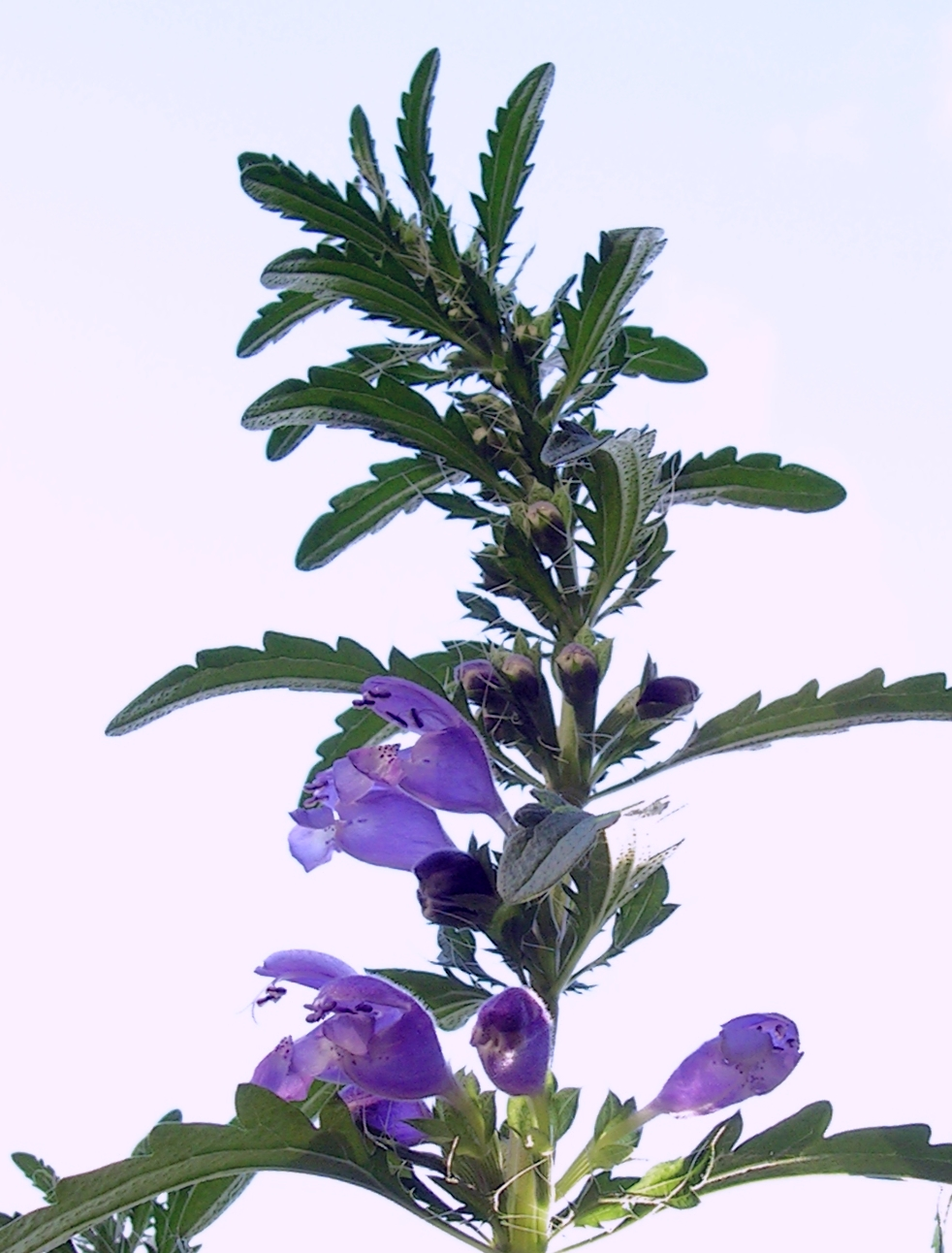
Feriga Dracocephalum moldavica

- Degarmoara (un gen hibrid de orhidee)
- Decarya
- Decumaria
- Deinanthe
- Delairea
- Delonix
- Delosperma
- Delphinium
- Dendranthema
- Dendrobium (un gen de orhidee)
- Dendrocalamus
- Dendrochilum (un gen de orhidee)
- Dendromecon
- Denmoza
- Dennstaedtia
- Deppea
- Derris
- Derwentia
- Deschampsia
- Desfontainia
- Desmodium
- Deuterocohnia sin. Abromeitiella
- Deutzia
- Dianella
- Dianthus (Garoafă)
- Diascia
- Dicentra
- Dichelostemma
- Dichondra
- Dichorisandra
- Dichroa
- Dicksonia
- Dicliptera
- Dictamnus
- Dictyosperma
- Didymochlaena
- Dieffenbachia
- Dierama
- Diervilla
- Dietes
- Digitalis
- Dillenia
- Dillwynia
- Dimorphotheca
- Dionaea (Venus flytrap)
- Dionysia
- Dioon
- Dioscorea sinonimeRajania, Tamus, Testudinaria
- Diospyros (Abanos, curmal japonez)
- Dipcadi
- Dipelta
- Diphylleia
- Diplarrhena
- Diplazium
- Diplocyclos
- Diploglottis
- Diplolaena
- Dipsacus
- Dipteris
- Dipteronia
- Dipteryx
- Dirca
- Disa (un gen de orhidee)
- Disanthus
- Discaria
- Dischidia
- Discocactus
- Disocactus
- Disporopsis
- Disporum
- Dissotis
- Distictis
- Distylium
- Dizygotheca
- Docynia
- Dodecatheon
- Dodonaea
- Dolichandrone
- Dombeya
- Doodia
- Doronicum
- Dorotheanthus
- Dorstenia
- Doryanthes
- Doryopteris
- Dovyalis
- Draba
- Dracaena
- Dracocephalum
- Dracophyllum
- Dracula (un gen de orhidee)
- Dracununculus
- Dregea
- Drimys
- Drosanthemum
- Drosera
- Dryandra
- Dryas (avene de munte)
- Drynaria
- Dryopteris (ferigă)
- Duboisia
- Duchesnea (căpșuni indiene)
- Dudleya
- Duranta
- Duvalia
- Dyckia
- Dymondia
- Dypsis sin. Chrysalidocarpus, Neodypsis

## E
Cuprins: Început - 0–9 A B C D E F G H I J K L M N O P Q R S T U V W X Y Z

- Ebracteola
- Ecballium
- Eccremocarpus
- Echeveria
- Echidnopsis
- Echinacea
- Echinocactus
- Echinocereus
- Echinops
- Echinopsis
- Echium
- Edgeworthia
- Edithcolea
- Edraianthus
- Egeria
- Ehretia
- Eichhornia (Zambilă de apă)
- Elaeagnus
- Elaeis
- Elaeocarpus
- Elatostema
- Eleocharis
- Elettaria
- Eleutherococcus
- Elodea
- Elsholtzia
- Elymus (Secară sălbatică)
- Embothrium
- Emilia
- Emmenopterys
- Encelia
- Encephalartos
- Encyclia (un gen de orhidee)
- Enkianthus
- Ensete
- Eomecon
- Epacris
- Ephedra (ephedra)
- Epidendrum (un gen de orhidee)
- Epigaea
- Epilobium
- Epimedium
- Epipactis
- Epiphyllum
- Episcia
- Epithelantha
- Equisetum (Coada-calului)
- Eragrostis (iarba-dragostei)
- Eranthemum
- Eranthis
- Ercilla
- Eremophila
- Eremurus
- Erica (heath/heather)
- Erigeron
- Erinacea
- Erinus
- Eriobotrya
- Eriogonum
- Eriophorum (bumbac)
- Eriophyllum
- Eriostemon
- Eritrichium
- Erodium
- Eryngium
- Erysimum
- Erythrina
- Erythronium
- Escallonia
- Eschscholzia
- Escobaria
- Espostoa
- Etlingera
- Eucalyptus
- Eucharis
- Eucomis
- Eucommia
- Eucryphia
- Eulophia (un gen de orhidee)
- Euonymus
- Eupatorium
- Euphorbia (tulichină)
- Euptelea
- Eurya
- Euryale
- Euryops
- Eustoma
- Evolvulus
- Exacum
- Exochorda

## F

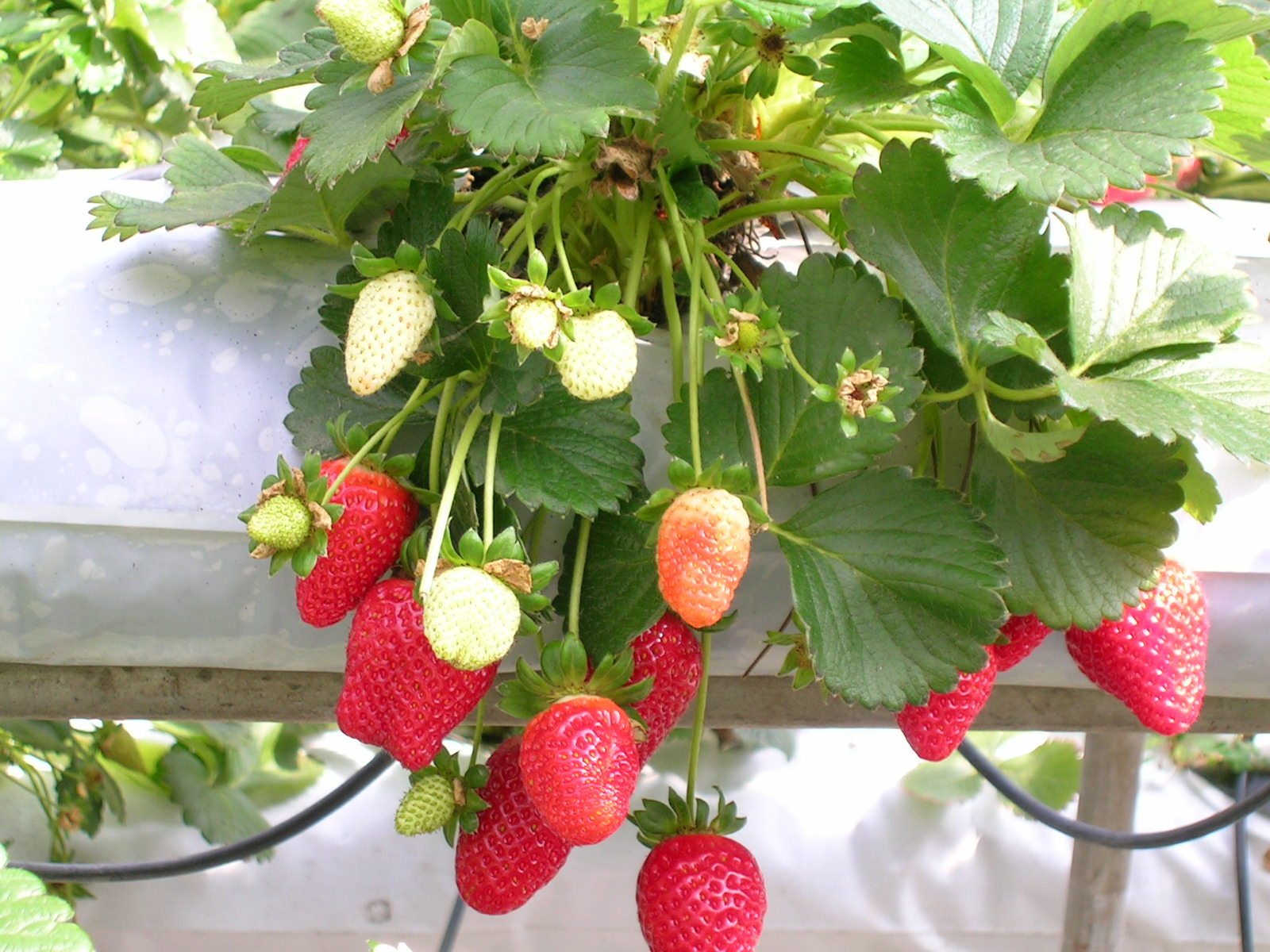
Căpşuni.

Cuprins: Început - 0–9 A B C D E F G H I J K L M N O P Q R S T U V W X Y Z

- Fabiana
- Fagus (fag)
- Fallopia
- Farfugium
- Fargesia
- Fascicularia
- Fatshederae (gen hibrid)
- Fatsia
- Faucaria
- Felicia (margaretă albastră)
- Fendlera
- Fenestraria
- Ferocactus
- Ferraria
- Ferula
- Festuca (Păiuș)
- Fibigia
- Ficus (smochin)
- Ficus pumila
- Filipendula
- Firmiana
- Fittonia
- Fitzroya
- Fockea
- Foeniculum (chimen dulce)
- Fontanesia
- Forsythia
- Fortunella (kumquat)
- Fothergilla
- Fouquieria
- Fragaria (căpșună)
- Frailea
- Francoa
- Frangipani
- Franklinia
- Fraxinus (frasin)
- Freesia
- Fremontodendron
- Fritillaria
- Fuchsia
- Furcraea

## G
Cuprins: Început - 0–9 A B C D E F G H I J K L M N O P Q R S T U V W X Y Z

- Gagea
- Gaillardia
- Galanthus
- Galax
- Galega
- Galium
- Galtonia
- Gardenia
- Garrya
- Gasteria
- Gaultheria
- Gaura
- Gaylussacia (afină)
- Gazania
- Geissorhiza
- Gelsemium
- Genista
- Gentiana
- Gentianopsis
- Geranium
- Gerbera
- Gesneria
- Geum (avene)
- Gevuina
- Gibbaeum
- Gilia
- Gillenia
- Ginkgo
- Gladiolus
- Glaucidium
- Glaucium
- Gleditsia
- Globba
- Globularia
- Gloriosa
- Glottiphyllum
- Gloxinia
- Glyceria
- Glycyrrhiza
- Gomphocarpus
- Gomphrena
- Goniolimon
- Goodyera
- Gordonia
- Graptopetalum
- Graptophyllum
- Graptoveria
- Grevillea
- Grewia
- Greyia
- Grindelia
- Griselina
- Gunnera
- Guzmania
- Gymnocalycium
- Gymnocarpium
- Gymnocladus
- Gynandriris
- Gynura
- Gypsophila

## H
Cuprins: Început - 0–9 A B C D E F G H I J K L M N O P Q R S T U V W X Y Z

- Haageocereus
- Haastia
- Habenaria (un gen de orhidee)
- Haberlea
- Habranthus
- Hacquetia
- Haemanthus
- Hakea
- Hakonechloa
- Halesia
- Halimiocistus
- Halimium
- Halimodendron
- Hamamelis
- Haplopappus
- Hardenbergia
- Harrisia
- Hatiora
- Haworthia
- Hebe
- Hechtia
- Hedera
- Hedychium
- Hedyotis
- Hedysarum
- Hedyscepe
- Helenium
- Helianthemum
- Helianthus (floarea-soarelui)
- Helichrysum
- Heliconia
- Helictotrichon
- Heliocereus
- Heliophila
- Heliopsis
- Heliotropium
- Helleborus
- Heloniopsis
- Hemerocallis
- Hemigraphis
- Hepatica
- Heptacodium
- Heracleum
- Herbertia
- Hereroa
- Hermannia
- Hermodactylus
- Hesperaloe
- Hesperantha
- Hesperis
- Hesperocallis
- Heterocentron
- Heterotheca
- Heuchera
- Heucherella
- Hibbertia
- Hibiscus
- Hieracium
- Himalayacalamus
- Hippeastrum
- Hippocrepis
- Hippophae
- Hohenbergia
- Hohenbergiopsis
- Hoheria
- Holboellia
- Holcus
- Holmskioldia
- Holodiscus
- Homalocladium
- Homeria
- Hoodia
- Hordeum (orz)
- Horminum
- Hosta
- Hottonia
- Houttuynia
- Hovea
- Hovenia
- Howea
- Hoya
- Huernia
- Humulus (hamei)
- Hummemannia
- Huntleya
- Hyacinthella
- Hyacinthoides
- Hyacinthus
- Hydrangea
- Hydrastis
- Hydrocharis
- Hydrocleys
- Hydrocotyle (buricul-apei)
- Hygrophila
- Hylocereus
- Hylomecon
- Hymenocallis
- Hymenosporum
- Hyophorbe
- Hyoscyamus (măselariță)
- Hypericum
- Hyphaene
- Hypocalymma
- Hypoestes
- Hypoxis
- Hypsela
- Hyssopus (isop)

## I
Cuprins: Început - 0–9 A B C D E F G H I J K L M N O P Q R S T U V W X Y Z

- Iberis
- Ibervillea
- Idesia
- Ilex
- Illicium
- Impatiens (balsam)
- Imperata
- Incarvillea
- Indigofera
- Inula
- Iochroma
- Ipheion
- Ipomoea
- Ipomopsis
- Iresine
- Iris
- Isatis
- Isoplexis
- Isopyrum
- Itea
- Ixia
- Ixiolirion
- Ixora

## J
Cuprins: Început - 0–9 A B C D E F G H I J K L M N O P Q R S T U V W X Y Z

- Jaborosa
- Jacaranda
- Jacquemontia
- Jamesia
- Jancaea
- Jasione
- Jasminum (Iasomie)
- Jatropha
- Jeffersonia
- Jovellana
- Jovibarba
- Juanulloa
- Jubaea (Chilean wine palm)
- Juglans (nuc)
- Juncus (papură)
- Juniperus (ienupăr)
- Justicia

## K
Cuprins: Început - 0–9 A B C D E F G H I J K L M N O P Q R S T U V W X Y Z

- Kadsura

## L
Cuprins: Început - 0–9 A B C D E F G H I J K L M N O P Q R S T U V W X Y Z

- Lablab
- Laburnocytisus
- Laburnum
- Laccospadix
- Lachenalia
- Laelia (un gen de orhidee)
- Laeliocattleya (un gen hibrid de orhidee)
- Lagarosiphon
- Legenophora
- Lagerstroemia
- Lagunaria
- Lagurus
- Lamarckia
- Lambertia
- Lamium
- Lampranthus
- Lantana
- Lapageria
- Lardizabala
- Larix (larice)
- Larrea
- Latania
- Lathraea
- Lathyrus
- Laurelia
- Laurus
- Lavandula (lavandă)
- Lavatera (nalbă)
- Lawsonia
- Layia
- Ledebouria
- Ledodendron
- Ledum
- Leea
- Legousia
- Leiophyllum
- Leipoldtia
- Leitneria
- Lemboglossum
- Lenophyllum
- Leonotis
- Leontice
- Leontopodium
- Lepidozamia
- Leptinella
- Leptodactylon
- Lechenaultia
- Lespedeza
- Leucadendron
- Leucanthemella
- Leucanthemopsis
- Leucanthemum
- Leuchtenbergia
- Leucocoryne
- Leucogenes
- Leucojum
- Leucophyllum
- Leucophyta
- Leucopogon
- Leucoraoulia
- Leucospermum
- Leucothoe
- Lewisia
- Leycesteria
- Leymus
- Liatris
- Libertia
- Libocedrus
- Ligularia
- Ligustrum (lemn câinesc)
- Lilium (crin)
- Limnanthes
- Limnocharis
- Limonium
- Linanthus
- Linaria
- Lindelofia
- Lindera
- Lindheimeria
- Linnaea
- Linospadix
- Linum (in)
- Liquidambar
- Liriodendron
- Liriope
- Lithocarpus
- Lithodora
- Lithophragma
- Lithops
- Littonia
- Livistona
- Lloydia
- Loasa
- Lobelia
- Lobularia
- Lodoicea
- Loiseleuria
- Lomandra
- Lomatia
- Lomatium
- Lomatophyllum
- Lonicera (Caprifoi)
- Lopezia
- Lophomyrtus
- Lophospermum
- Lophostemon
- Loropetalum
- Lotus
- Luculia
- Ludwigia
- Luma
- Lunaria
- Lupinus (lupin)
- Luzula
- Lycaste (un gen de orhidee)
- Lychnis (campion)
- Lycium
- Lycopodium
- Lycoris
- Lygodium
- Lyonia
- Lyonothamnus
- Lysichiton
- Lysiloma
- Lysimachia
- Lythrum

## M
Cuprins: Început - 0–9 A B C D E F G H I J K L M N O P Q R S T U V W X Y Z

- Maackia
- Macfadyena
- Machaeranthera
- Mackaya
- Macleania
- Macleaya
- Maclura
- Macropidia
- Macrozamia
- Magnolia
- Mahonia
- Maianthemum
- Maihuenia
- Malcolmia
- Malephora
- Malope
- Malpighia
- Malus (Măr)
- Malva
- Malvastrum
- Malvaviscus
- Mammillaria
- Mandevilla
- Mandragora (mandrake)
- Manettia
- Manglietia
- Maranta
- Margyricarpus
- Marrubium
- Marsilea
- Masdevallia (un gen de orhidee)
- Matteuccia
- Matthiola (stock)
- Maurandella
- Maurandya
- Maxillaria (un gen de orhidee)
- Maytenus
- Mazus
- Meconopsis
- Medicago (alfalfa)
- Medinilla
- Meehania
- Megacodon
- Megaskepasma
- Melaleuca
- Melasphaerula
- Melastoma
- Melia
- Melianthus
- Melica (melic)
- Melicytus
- Melinis
- Meliosma
- Melissa (balsam)
- Melittis
- Melocactus
- Menispermum
- Mentha (mentă)
- Mentzelia
- Menyanthes
- Menziesia
- Merendera
- Merremia
- Mertensia
- Mespilus
- Metasequoia
- Metrosideros
- Meum
- Mexicoa
- Michauxia
- Michelia
- Microbiota
- Microcachrys
- Microlepia
- Micromeria
- Mikania
- Milium
- Milla
- Millettia
- Miltonia (un gen de orhidee)
- Miltoniopsis
- Mimetes
- Mimosa (mimosa)
- Mimulus
- Mirabilis
- Miscanthus
- Mitchella
- Mitella
- Mitraria
- Molinia
- Moltkia
- Moluccella
- Monadenium
- Monanthes
- Monarda
- Monardella
- Monstera
- Moraea
- Morina
- Morisia
- Morus (plantă) (Dud)
- Mucuna
- Muehlenbeckia
- Mukdenia
- Musa (banană)
- Muscari
- Mussaenda
- Mutisia
- Myoporum
- Myosotidium
- Myosotis (nu-mă-uita)
- Myrica
- Myriophyllum (coada-șoricelului)
- Myrrhis
- Myrsine
- Myrteola
- Myrtillocactus
- Myrtus (mirt)

## N
Cuprins: Început - 0–9 A B C D E F G H I J K L M N O P Q R S T U V W X Y Z

- Nandina
- Narcissus (zarnacadea narcisă)
- Nasturtium
- Nautilocalyx
- Nectaroscordium
- Neillia
- Nelumbo (lotus)
- Nematanthus
- Nemesia
- Nemopanthus
- Nemophila
- Neobuxbaumia
- Neolitsea
- Neolloydia
- Neomarica
- Neoporteria
- Neoregelia
- Nepenthes (Plantă carnivoră)
- Nepeta
- Nephrolepis
- Nerine
- Nerium (oleandru)
- Nertera
- Nicandra
- Nicotiana (tutun)
- Nidularium
- Nierembergia
- Nigella
- Nipponanthemum
- Nolana
- Nomocharis
- Nopalxochia
- Nothofagus
- Notholirion
- Nothoscordum
- Notospartium
- Nuphar
- Nymania
- Nymphaea (nufăr)
- Nymphoides
- Nyssa

## O
Cuprins: Început - 0–9 A B C D E F G H I J K L M N O P Q R S T U V W X Y Z

- Obregonia
- Ochagavia
- Ochna
- Ocimum
- Odontioda
- Odontocidium
- Odontoglossum (un gen de orhidee)
- Odontonema
- Odontonia
- Oemleria
- Oenanthe
- Oenothera
- Olea (măslin)
- Olearia
- Olneya
- Olsynium
- Omphalodes
- Omphalogramma
- Oncidium (un gen de orhidee)
- Onoclea
- Ononis
- Onopordum
- Onosma
- Oophytum
- Ophiopogon
- Ophrys (un gen de orhidee)
- Ophthalmophyllum
- Oplismenus
- Opuntia
- Orbea
- Orbeopsis
- Orchis (un gen de orhidee)
- Oreocereus
- Origanum oregano)
- Orixa
- Ornithogalum
- Ornithophora
- Orontium
- Orostachys
- Oroya
- Ortegocactus
- Orthophytum
- Orthrosanthus
- Orychophragmus
- Oryza (orez)
- Osbeckia
- Osmanthus
- Osmarea
- Osmaronia
- Osmunda
- Osteomeles
- Osteospermum
- Ostrowskia
- Ostrya
- Othonna
- Ourisia
- Oxalis (măcriș)
- Oxydendrum
- Ozothamnus

## P
Cuprins: Început - 0–9 A B C D E F G H I J K L M N O P Q R S T U V W X Y Z

- Pachistima
- Pachycereus
- Pachycormus
- Pachycymbium
- Pachyphragma
- Pachyphytum
- Pachypodium
- Pachysandra
- Pachystachys
- Pachystegia
- Pachystima
- Pachyveria
- Paeonia (bujor)
- Paliurus
- Pamianthe
- Panax (ginseng)
- Pancratium
- Pandanus
- Pandorea
- Panicum
- Pansy
- Papaver
- Paphiopedilum
- Paradisea
- Parahebe
- Paraquilegia
- Parkinsonia
- Parnassia
- Parochetus
- Parodia
- Paronychia
- Parrotia
- Parrotiopsis
- Parthenocissus
- Passiflora
- Patersonia
- Patrinia
- Paulownia
- Paurotis
- Pavonia
- Pedilanthus
- Pediocactus
- Pelargonium
- Pellaea
- Peltandra
- Peltoboykinia
- Peltophorum
- Peniocereus
- Pennisetum
- Penstemon
- Pentachrondra
- Pentaglottis
- Pentas
- Peperomia
- Peraphyllum
- Pereskia
- Perezia
- Pericallis
- Perilla
- Periploca
- Perovskia
- Pernettya (gen inclus acum în Gaultheria)
- Persea
- Persicaria
- Petasites (podbal-dulce)
- Petrea
- Petrocosmea
- Petrophile
- Petrophyton
- Petrophytum
- Petrorhagia
- Petroselinum (pătrunjel)
- Petteria
- Petunia
- Phacelia
- Phaedranassa
- Phaius (un gen de orhidee)
- Phalaenopsis
- Phalaris
- Phebalium
- Phegopteris
- Phellodendron
- Philadelphus
- Philageria
- Philesia
- Phillyrea
- Philodendron
- Phlebodium
- Phlomis
- Phlox
- Phoenix (
- Phormium
- Photinia
- Phragmipedium (un gen de orhidee)
- Phragmites (stuf)
- Phuopsis
- Phygelius
- Phylica
- Phylliopsis
- Phyllocladus (toatoa)
- Phyllodoce
- Phyllostachys
- Phyllothamnus
- Physalis
- Physaria
- Physocarpus
- Physoplexis
- Physostegia
- Phyteuma
- Phytolacca
- Picea (molid)
- Picrasma
- Pieris
- Pilea
- Pileostegia
- Pileosella
- Pilosocereus
- Pimelea
- Pimpinella
- Pinanga
- Pinckneya
- Pinellia
- Pinguicula
- Pinus (pin)
- Piper (piper)
- Piptanthus
- Pisonia
- Pistacia (fistic)
- Pistia
- Pitcairnia
- Pithecellobium
- Pittosporum
- Pityrogramma
- Plantago (patlagină)
- Platanus (paltin
- Platycarya
- Platycerium
- Platycladus
- Platycodon
- Platystemon
- Plectranthus
- Pleioblastus
- Pleione (un gen de orhidee)
- Pleiospilos
- Pleurothallis (un gen de orhidee)
- Plumeria
- Poa
- Podalyria
- Podocarpus
- Podophyllum
- Podranea
- Polemonium
- Polianthes
- Poliothyrsis
- Polygala
- Polygonatum
- Polygonum
- Polypodium
- Polyscias
- Polystichum
- Poncirus
- Pongamia
- Pontederia (Peștișorul-buruienilor)
- Populus
- Porana
- Portea
- Portulaca
- Portulacaria
- Posoqueria
- Potamogeton
- Potentilla
- Pothos
- Potinara
- Pratia
- Primula (ciuboțica-cucului)
- Prinsepia
- Pritchardia
- Proboscidea
- Promenaea
- Prosopis
- Prostanthera
- Protea
- Prumnopitys
- Prunella
- Prunus (Migdal, cais, cireș, piersic, prun)
- Pseuderanthemum
- Pseudocydonia
- Pseudolarix
- Pseudopanax
- Pseudosasa
- Pseudotsuga
- Pseudowintera
- Psilotum
- Psychopsis
- Psylliostachys
- Ptelea
- Pteris
- Pterocactus
- Pterocarya
- Pteroceltis
- Pterocephalus
- Pterodiscus
- Pteropogon
- Pterostyrax
- Ptilotus
- Ptychosperma
- Pueraria
- Pulmonaria (Mierea-ursului)
- Pulsatilla
- Pultenaea
- Punica (rodie)
- Purshia
- Puschkinia
- Putoria
- Puya
- Pycnanthemum
- Pycnostachys
- Pyracantha
- Pyrola
- Pyrostegia
- Pyrrosia
- Pyrus (păr)

## Q
Cuprins: Început - 0–9 A B C D E F G H I J K L M N O P Q R S T U V W X Y Z

- Quamoclit
- Quaqua
- Quercus (stejar)
- Quesnelia
- Quisqualis

## R
Cuprins: Început - 0–9 A B C D E F G H I J K L M N O P Q R S T U V W X Y Z

- Ramonda
- Ranunculus
- Ranzania
- Raoulia
- Raphia
- Ratibida
- Ravenala
- Rebutia
- Rehderodendron
- Rehmannia
- Reineckia
- Reinwardtia
- Reseda
- Retama
- Rhamnus
- Rhaphidophora
- Rhaphiolepis
- Rhapidophyllum
- Rhapis
- Rheum
- Rhexia
- Rhipsalis
- Rhodanthe
- Rhodanthemum
- Rhodiola
- Rhodochiton
- Rhododendron
- Rhodohypoxis
- Rhodophiala
- Rhodothamnus
- Rhodotypos
- Rhoeo
- Rhoicissus
- Rhombophyllum
- Rhus (sumac)
- Rhynchelytrum
- Rhynchostylis (un gen de orhidee)
- Ribes (coacăz)
- Richea
- Ricinus
- Rigidella
- Robinia
- Rochea
- Rodgersia
- Rodriguezia
- Rohdea
- Romanzoffia
- Romneya
- Romulea
- Rondeletia
- Rosa ([[trandafir]])
- Roscoea
- Rosmarinus
- Rossioglossum
- Rothmannia
- Roystonea
- Rubus
- Rudbeckia
- Ruellia
- Rumex
- Rumohra
- Rupicapnos
- Ruschia
- Ruscus
- Russelia
- Ruta

## S

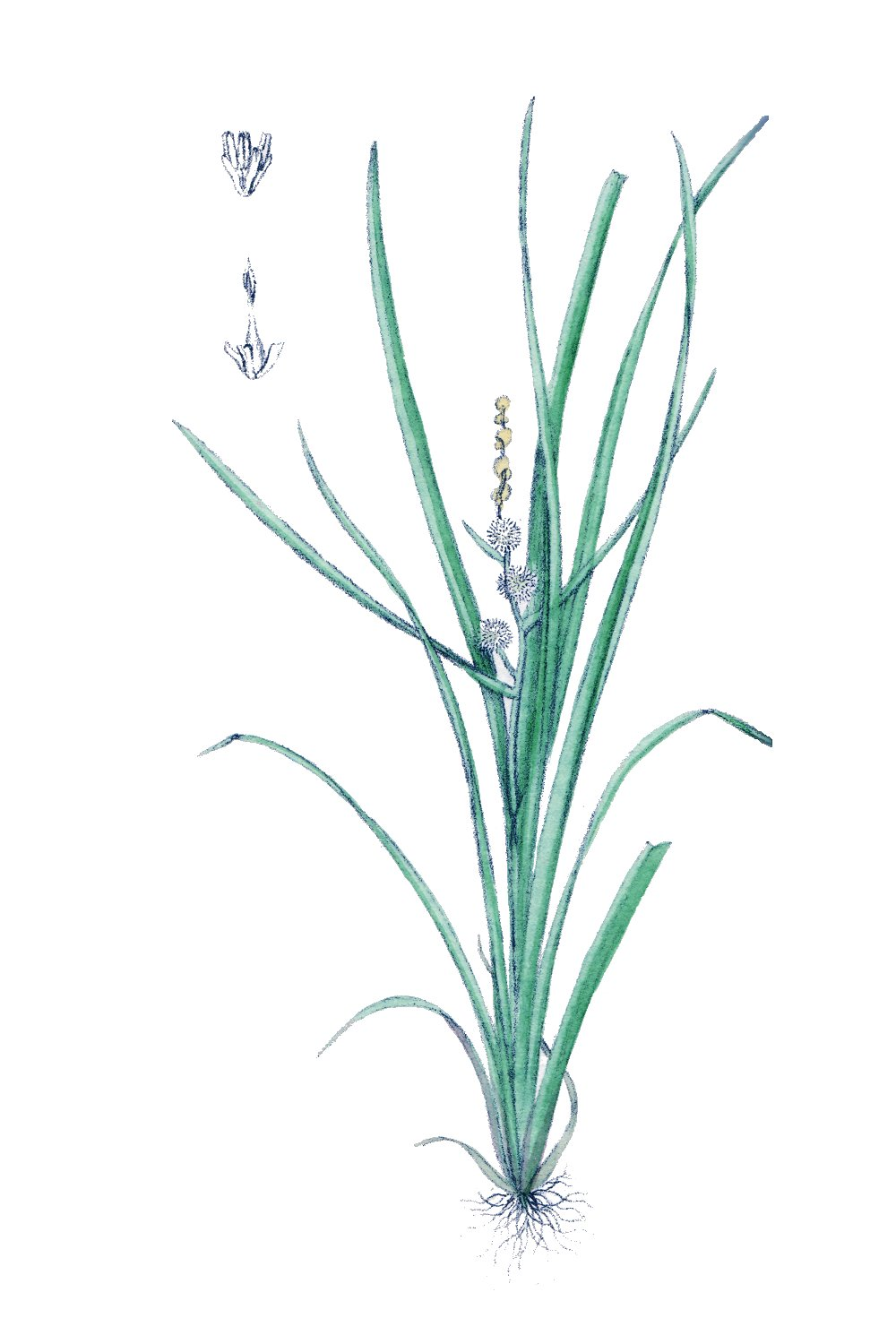
Sparganium erectum

Cuprins: Început - 0–9 A B C D E F G H I J K L M N O P Q R S T U V W X Y Z

- Sabal
- Saccharum
- Sadleria
- Sagina
- Sagittaria
- Saintpaulia
- Salix (salcie)
- Salpiglossis
- Salvia (salvie)
- Salvinia
- Sambucus
- Sanchezia
- Sandersonia
- Sanguinaria
- Sanguisorba
- Sansevieria
- Santolina
- Sanvitalia
- Sapindus
- Sapium
- Saponaria
- Sarcocapnos
- Sarcocaulon
- Sarcococca
- Saritaea
- Sarmienta
- Sarracenia
- Sasa
- Sassafras
- Satureja
- Sauromatum
- Saxegothaea
- Saxifraga (saxifragă)
- Scabiosa
- Scadoxus
- Scaevola
- Schefflera
- Schima
- Schinus
- Schisandra
- Schizachyrium
- Schizanthus
- Schizopetalon
- Schizophragma
- Schizostylis
- Schlumbergera
- Schoenoplectus
- Schomburgkia
- Schotia
- Schwantesia
- Sciadopitys
- Scilla
- Scindapsus
- Scirpoides
- Sclerocactus
- Scoliopsus
- Scopolia
- Scrophularia
- Scutellaria
- Securinega
- Sedum
- Selaginella
- Selago
- Selenicereus
- Selinum
- Semele
- Semiaquilegia
- Semiarundinaria
- Sempervivum
- Senecio
- Senna (iarbă)
- Sequoia
- Sequoiadendron
- Seriphidium
- Serissa
- Serruria
- Sesbania
- Sesleria
- Setaria
- Shepherdia
- Shibataea
- Shortia
- Sibiraea
- Sidalcea
- Sideritis
- Silene (campion)
- Silphium
- Silybum
- Simmondsia (jojoba)
- Sinningia
- Sinocalycanthus
- Sinofranchetia
- Sinojackia
- Sinowilsonia
- Sisyrinchium
- Skimmia
- Smilacina
- Smilax
- Smithiantha
- Smyrnium
- Sobralia
- Solandra
- Solanum (cartof
- Soldanella
- Soleirolia
- Solenopsis
- Solenostemon
- Solidago
- Solidaster
- Sollya
- Sonerila
- Sophora
- Sophrolaeliocattleya
- Sophronitis (un gen de orhidee)
- Sorbaria
- Sorbus
- Sorghastrum
- Sparaxis
- Sparganium

- Sparrmania
- Spartina
- Spartium
- Spathiphyllum
- Spathodea
- Sphaeralcea
- Spigelia
- Spiraea
- Sprianthes (un gen de orhidee)
- Sporobolus
- Sprekelia
- Stachys
- Stachyurus
- Stangeria
- Stanhopea (un gen de orhidee)
- Stapelia
- Stapelianthus
- Staphylea
- Stauntonia
- Stenanthium
- Stenocactus
- Stenocarpus
- Stenocereus
- Stenomesson
- Stenotaphron
- Stenotus
- Stephanandra
- Stephanocereus
- Stephanotis
- Sternbergia
- Stigmaphyllon
- Stipa
- Stokesia
- Stomatium
- Stratiotes
- Strelitzia
- Streptocarpus
- Streptosolen
- Strobilanthes
- Stromanthe
- Strombocactus
- Strongylodon
- Stuartia
- Stylidium
- Stylophorum
- Styphelia
- Styrax
- Succisa
- Sulcorebutia
- Sutera
- Sutherlandia
- Swainsona
- Swainsonia
- Syagrus
- Sycoparrotia
- Sycopsis
- Symphoricarpos
- Symphyandra
- Symphytum
- Symplocos
- Synadenium
- Syneilesis
- Syngonium
- Synnotia
- Synthyris
- Syringa (lilac)
- Syzygium

## T
Cuprins: Început - 0–9 A B C D E F G H I J K L M N O P Q R S T U V W X Y Z

- Tabebuia
- Tabernaemontana
- Tacca
- Tagetes
- Talinum
- Tamarix
- Tanacetum
- Tanakaea
- Tanakea
- Tapeinochilus
- Taxodium
- Taxus (tisă)
- Tecoma (plantă)
- Tecomanthe
- Tecomaria
- Tecophilaea
- Telekia
- Telephium
- Tellima
- Telopea
- Templetonia
- Terminalia (plantă)
- Ternstroemia
- Tetracentron
- Tetradium
- Tetranema
- Tetraneuris
- Tetrapanax
- Tetrastigma
- Tetratheca
- Teucrium
- Thalia (plantă)
- Thalictrum
- Thelesperma
- Thelocactus
- Thelypteris
- Thermopsis
- Thespesia
- Thevetia
- Thlaspi
- Thrinax
- Thryptomene
- Thuja
- Thujopsis
- Thunbergia
- Thymophylla
- Thymus (cimbru)
- Tiarella
- Tibouchina
- Tigridia
- Tilia (tei)
- Tillandsia
- Tipuana
- Titanopsis
- Tithonia
- Todea
- Tolmiea
- Tolpis
- Toona
- Torenia
- Torreya
- Tovara
- Townsendia
- Trachelium
- Trachelospermum
- Trachycarpus
- Trachymene
- Tradescantia
- Trapa
- Trichodiadema
- Trichosanthes
- Tricyrtis
- Trientalis
- Trifolium (trifoi)
- Trillium
- Tripetaleia
- Tripterygium
- Triteleia
- Tritonia
- Trochodendron
- Trollius
- Tropaeolum
- Tsuga (cucută)
- Tsusiophyllum
- Tuberaria
- Tulbaghia
- Tulipa (tulip)
- Tweedia
- Tylecodon
- Typha (cattail)

## U
Cuprins: Început - 0–9 A B C D E F G H I J K L M N O P Q R S T U V W X Y Z

- Uebelmannia
- Ugni
- Ulex (gorse)
- Ulmus (elm)
- Umbellularia
- Uncinia
- Uniola
- Urceolina
- Urginea
- Ursinia
- Utricularia
- Uvularia

## V
Cuprins: Început - 0–9 A B C D E F G H I J K L M N O P Q R S T U V W X Y Z

- Vaccinium (afin)
- Valeriana
- Vallea
- Vancouveria
- Vanda (un gen de orhidee)
- Vanilla
- Veitchia
- Vellozia
- Veltheimia
- Venidium
- Veratrum
- Verbascum
- Verbena
- Vernonia
- Veronica
- Veronicastrum
- Verticordia
- Vestia
- Viburnum
- Victoria
- Vigna
- Viguiera
- Vinca (brebenoc)
- Viola
- Virgilia
- Viscaria
- Vitaliana
- Vitex
- Vitis (viță de vie)
- Vriesea

## W
Cuprins: Început - 0–9 A B C D E F G H I J K L M N O P Q R S T U V W X Y Z

- Wachendorfia
- Wahlenbergia
- Waldsteinia
- Washingtonia
- Watsonia
- Weberocereus
- Wedelia
- Weigela
- Weingartia
- Weldenia
- Welwitschia
- Westringia
- Widdringtonia
- Wigandia
- Wigginsia
- Wikstroemia
- Wilsonaria
- Wisteria
- Wittrockia
- Wolffia
- Woodsia
- Woodwardia
- Worsleya
- Wulfenia

## X
Cuprins: Început - 0–9 A B C D E F G H I J K L M N O P Q R S T U V W X Y Z

- Xanthoceras
- Xanthorhiza
- Xanthosoma
- Xeranthemum
- Xerophyllum
- Xylosma

## Y
Cuprins: Început - 0–9 A B C D E F G H I J K L M N O P Q R S T U V W X Y Z

- Yucca
- Yushania
- Yuugao

## Z
Cuprins: Început - 0–9 A B C D E F G H I J K L M N O P Q R S T U V W X Y Z

- Zaluzianskya
- Zamia
- Zantedeschia
- Zanthoxylum
- Zauschneria
- Zea (porumb)
- Zelkova
- Zenobia
- Zephyranthes
- Zigadenus
- Zinnia
- Zizania
- Zygopetalum (gen de orhidee)